# Galahad (Britse band)
Galahad is een Britse muziekgroep, die in 1985 werd opgericht in Dorset, Engeland. Volgens de band is de naam niet afkomstig van Sir Galahad maar van een plaatselijk tuinbouwer, Galahad Produces. Van 1985 tot 1987 toerde de band met covers van Rush, Genesis, U2 en soortgelijke bands door Engeland, gevolgd in 1987 door hun eerste single Dreaming from the inside. In een oplage van 500 stuks is het album in geen enkele hitlijst gekomen. In 1987 verschenen de eerste liveopnames op muziekcassette (toen een favoriet geluidsdrager voor beginnende bands).
De band kreeg het even benauwd toen Stuart Nicholson solliciteerde bij Marillion toen daar de vacature van de vertrekkende Fish moest worden opgevuld, dat ging voor Galahad gelukkig niet door. In 1989 volgde hun eerste album, alweer op cassette. In 1991 volgde hun eerste officiële muziekalbum. Ondertussen kreeg de band ook vaste voet in Europa. In 1992 start de band een albumreeks genaamd Other Crimes and Misdemeaners, demos en tracks die niet op albums verschenen. In 1992 verscheen Nothing in Japan; in 1993 verscheen hun eerste album op compact disc onder een net andere titel. 
De band kwam vervolgens langzaam het officiële concertcircuit binnen en nam hier en daar wat op. Ze verschenen op tribute-albums voor muziek van wederom Genenis, maar ook voor Camel. Albums verschenen onregelmatig, en het leek erop dat de band niet echt meer bestond. Het in 1999 opgenomen Year Zero verscheen bijvoorbeeld pas drie jaar later. Vanaf 2004 werd het erg stil rond de band, maar in 2007 verscheen uit het niets Empires never last, dat weer een klein succes werd binnen de wereld van de progressieve rock. De bijbehorende tournee bracht hen naar Polen, waarbij opnamen werden gemaakt voor Resonance, dat in 2006 al op dvd verscheen, maar pas in 2009 op compact disc. Ook daarna wordt de band geplaagd door personeelswisselingen. Vanaf 2012 tot 2018 verschijnt er bijna alleen bewerkt oud werk en covers. 

## Terugkeer Abraham
Opmerkelijk is de terugkeer van Lee Abraham in 2017. Abraham speelt tussen 2005 en 2009 basgitaar in de band. Hij wordt echter teruggehaald als gitarist. De bas komt in handen van Mark Spencer, die tussen 2012 en 2014 bij opnamen beide instrumenten inspeelde. De inbreng van Abraham zorgt voor een nieuwe impuls en vanaf 2018 verschijnen er dan ook weer nieuwe studio-albums. Vanwege de classic rock-sound van het gitaarwerk van Abraham verandert met zijn terugkeer ook het geluid van de band enigszins in de richting van classic rock, hoewel de gemiddelde duur van de nummers juist de prog-achtergrond van de band blijft duiden. 

## Discografie
- 1989: In a moment of madness
- 1991: Nothing is written
- 1993: In a moment of complete madness (3 extra tracks)
- 1995: Not all there (akoestische opnamen)
- 1995: Sleepers
- 1996: Classic Rock Live
- 1997: Other crimes and misdemeanours II
- 1998: Following ghosts
- 1999: The deconstructing ghosts
- 2001: Other crimes and misdemeanours III
- 2002: Year zero
- 2007: Empires never last
- 2009: Resonance
- 2012: Battle scars
- 2012: Beyond the realms of euphoria
- 2014: ep's Seize the day, Guardian angel en Mein Herz brennt
- 2018: Seas of change
- 2022: The last great adventurer
- 2023: The Long Goodbye